# Lodovico Montini

I tre fratelli Montini. Da sinistra, Francesco, Giovanni Battista e Lodovico.

Lodovico Montini (Brescia, 8 maggio 1896 – Brescia, 12 febbraio 1990) è stato un politico italiano, già deputato e senatore democristiano e membro dell'Assemblea Costituente.

## Biografia
Figlio primogenito dell'avvocato Giorgio Montini e di Giuditta Alghisi, fratello di Giovanni Battista (futuro papa Paolo VI). Chiamato alle armi nel 1916, partecipò come ufficiale di artiglieria alla I Guerra Mondiale ottenendo la croce di guerra. Dopo la fine del conflitto fu tra gli animatori del giornale e del gruppo «La Fionda».
Laureatosi in giurisprudenza a Roma nel 1921, divenne assistente nella Facoltà di scienze economico-sociali all'Università di Roma. Fu brevemente assistente all'Università Cattolica di Milano. Fu segretario delle Settimane Sociali dei Cattolici Italiani animate da padre Agostino Gemelli. A Brescia collaborò con i periodici cattolici «Il Cittadino di Brescia» e «Voce del Popolo». Nel 1925 entrò nello studio legale dell'avvocato Luigi Bazoli, divenne presidente diocesano degli uomini di Azione Cattolica. Nel luglio del 1943 partecipò alla stesura del Codice di Camaldoli e, dopo la caduta del fascismo, alla ripresa dell'attività politica dei cattolici. La polizia fascista lo ricercò dopo l'instaurazione della Repubblica sociale italiana: Montini scampò all'arresto prima nascondendosi in Poliambulanza e poi riparando a Roma sotto la protezione del fratello, allora sostituto alla Segreteria di Stato. Compì viaggi clandestini nel Nord Italia, collaborò con De Gasperi alla fondazione della Democrazia Cristiana, fu tra i fondatori delle ACLI.
Fu nominato da De Gasperi vice alto Commissario per l’alimentazione, alle dirette dipendenze della presidenza del Consiglio dei ministri, incaricato per i rapporti fra il governo italiano e l'Unrra (United Nations Relief and Reabilitation Administration), e in seguito presidente della delegazione italiana dell'Unrra. In questo ruolo, nell'agosto del 1945, rappresentò l'Italia a Londra, all'assemblea che deliberò gli aiuti a vari Paesi europei. L'anno seguente compì analoga missione a Ginevra. Sempre nel 1945 fu nominato presidente dell'Amministrazione per le attività assistenziali italiane ed internazionali (Aaii), incarico che mantenne fino allo scioglimento dell'ente avvenuto nel 1977. Nel 1946 venne anche nominato membro del Consiglio di amministrazione del Fondo delle Nazioni unite per l'infanzia (Unicef) diventando poi presidente del Comitato italiano e membro del Consiglio di amministrazione del Centre Internationale de l'Enfance (Cie) di Parigi. Seguì a livello europeo le organizzazioni per i rifugiati e profughi delle Nazioni Unite.
Accanto agli impegni negli organismi internazionali sviluppò un impegno politico in ambito nazionale e locale. Nel 1946 fu eletto consigliere comunale a Brescia e membro dell'Assemblea Costituente. Successivamente, sempre per la DC, fu eletto tre volte deputato e una volta (nel 1963) senatore.
Nel 1949 fu eletto nel Consiglio nazionale della DC e successivamente nella Direzione. Fu anche vicepresidente della Confederazione italiana delle Cooperative e vicepresidente della Società cattolica di Assicurazioni di Verona.
Partecipò alla nascita dei primi organismi comunitari: nel 1950-1951 lavorò al primo progetto di Unione europea, diventando poi membro autorevole dell’Assemblea del Consiglio d'Europa di cui nel 1962 fu eletto vicepresidente. Nel 1970 venne chiamato a far parte del Comitato dei consiglieri del Consiglio d'Europa. All'interno della DC fu sempre vicino a De Gasperi e nel 1959 fu tra i fondatori della corrente dorotea in cui militò convintamente fino alla sua uscita dalla vita politica nel 1968. Nel 1968 non si ripresentò alle elezioni per il Senato della Repubblica, perché suo fratello era diventato Pontefice.
Muore nel 1990 ed ha ricevuto sepoltura nel Cimitero monumentale di Brescia.

## Visione politica
Nel 2013 un volume ne ha studiato la visione europeistica.